# Альфред Шмідт
Альфред Шмідт (ест. Alfred Schmidt, з 1936 Аін Сіллак, нар. 1 травня 1898 — пом. 5 листопада 1972) — естонський важкоатлет у ваговій категорії до 60 кг, срібний призер Літніх Олімпійських ігор 1920.

## Життєпис
Шмідт спочатку тренувався у бігу на довгі дистанції, а важкою атлетикою захопився 1919 року, перебуваючи на службі у збройних силах Естонії. Наступного року він завоював срібну медаль на Олімпіаді у Антверпені, а 1922 року — національний чемпіонат. 
До чемпіонату світу 1922 його не було допущено через перевищення ваги, тому він працював як суддя. Продовжив працювати у цьому амплуа і після завершення професійних виступів 1923 року. 
Він також судив змагання з боротьби та був членом Естонського спортивного союзу. Пізніше став стрільцем з стендової стрільби, а також суддею цього виду спорту. Також очолював Федерацію стендової стрільби Естонії.